# Plata o Plomo
Plata o Plomo è un album collaborativo tra il rapper statunitense Fat Joe e la rapper connazionale Remy Ma, pubblicato nel 2017 da RNG ed EMPIRE. L'album è accolto da recensioni miste e un discreto successo commerciale.
| Recensione | Giudizio |
| ---------- | -------- |
| AllMusic   | [ 1 ]    |
| HipHopDX   | [ 2 ]    |
| Pitchfork  | [ 3 ]    |
| XXL        | [ 4 ]    |

## Tracce
1. Warning (featuring Kat Dahlia) – 3:36 – Eric Kovacs, Cool & Dre
2. Swear to God (featuring Kent Jones) – 3:23 – Cool & Dre
3. Spaghetti (featuring Kent Jones) – 4:13 – Edsclusive, Cool & Dre
4. All the Way Up (featuring French Montana & Infared) – 3:11 – Edsclusive, Cool & Dre
5. How Can I Forget (featuring Kent Jones) – 4:25 – iLLA
6. How Long – 3:26 – Street Runner, Tarik Azzouz
7. Go Crazy (featuring Sevyn Streeter & BJ the Chicago Kid) – 4:12 – 808-Ray, Cool & Dre
8. Heartbreak (featuring The-Dream & Vindata) – 4:16 – Vindata
9. Cookin (with French Montana featuring RySoValid) – 3:46 – iLLA
10. Money Showers (featuring Ty Dolla Sign) – 3:45 – Cool & Dre
11. Too Quick (featuring Kingston) – 3:56 – iLL Wayno
12. Dreamin (featuring Stephanie Mills) – 3:52 – Cool & Dre

## Classifiche settimanali
| Classifica (2017)         | Posizione massima |
| ------------------------- | ----------------- |
| Stati Uniti               | 44                |
| US Independent Albums     | 3                 |
| US Top R&B/Hip-Hop Albums | 19                |